# Арсенівка (Олександрійський район)
Арсе́нівка — село в Україні, у Великоандрусівській сільській громаді Олександрійського району Кіровоградської області. Населення становить 110 осіб.

## Населення
Згідно з переписом УРСР 1989 року чисельність наявного населення села становила 194 особи, з яких 73 чоловіки та 121 жінка.
За переписом населення України 2001 року в селі мешкало 110 осіб. 100 % населення вказало своєю рідною мовою українську мову.